# Ottawa County, Kansas
Ottawa County är ett administrativt område i delstaten Kansas, USA, med 6 091 invånare. Den administrativa huvudorten (county seat) är Minneapolis.

## Geografi
Enligt United States Census Bureau har countyt en total area på 1 870 km². 1 868 km² av den arean är land och 2 km² är vatten.

### Angränsande countyn
- Cloud County - norr
- Clay County - nordost
- Dickinson County - sydost
- Saline County - söder
- Lincoln County - väst
- Mitchell County - nordväst

### Orter
- Bennington
- Culver
- Delphos
- Minneapolis (huvudort)
- Tescott